# Cantão de Una Sana

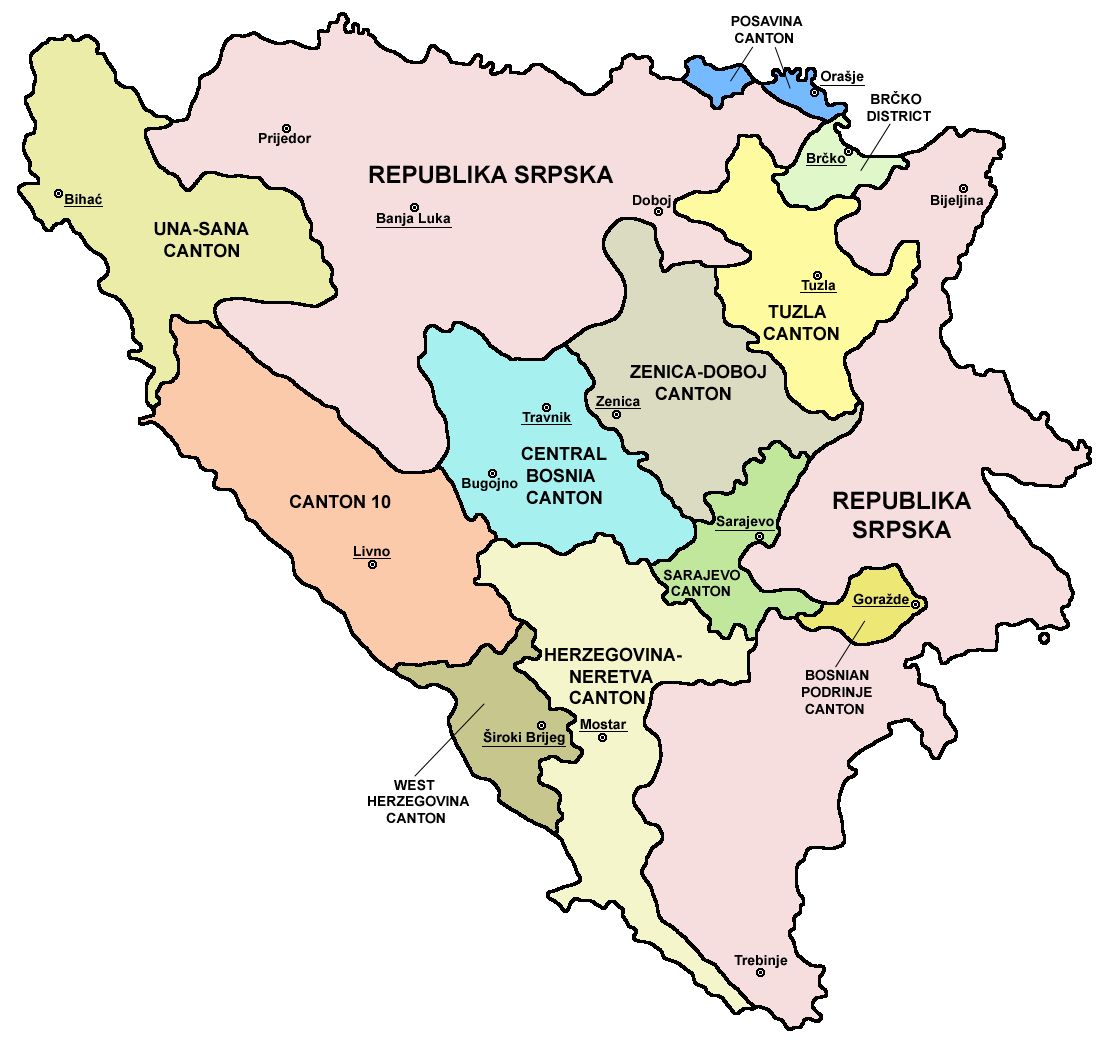
Cantões da Federação da Bósnia e Herzegovina

O Cantão de Una-Sana (em bósnio: Unsko-sanski kanton; em croata: Unsko-sanska županija;em sérvio: Унско-сански кантон) é um estado federado e um dos dez cantões da Federação da Bósnia e Herzegovina, na Bósnia e Herzegovina. Está localizado no noroeste do país, numa região conhecida como Bosanska Krajina, e recebeu o nome dos rios Una e Sana. A sua capital é a cidade de Bihać.
O cantão faz fronteira com a República Srpska a leste, o Cantão 10 a sudeste e a Croácia a sul, oeste e norte. A maioria da população é de bosníacos (90%).

## Municípios
O Cantão de Una-Sana é composto por oito municípios:
| Município/Cidade  | População | Área (km2) |
| ----------------- | --------- | ---------- |
| Cazin             | 66.149    | 356        |
| Bihać             | 56.261    | 900        |
| Sanski Most       | 41.475    | 781        |
| Velika Kladuša    | 40.419    | 331        |
| Bosanska Krupa    | 25.545    | 561        |
| Bužim             | 19.340    | 129        |
| Ključ             | 16.744    | 358        |
| Bosanski Petrovac | 7.328     | 709        |
| Total             | 273.261   | 4.201      |

## História
A região é habitada desde os tempos pré-históricos, como comprovam os inúmeros sítios arqueológicos, antigas fortalezas e cidades medievais. Povoados como Bihać, mencionado pela primeira vez por Béla IV da Hungria em 1260, e Ključ, referido em 1322 por Estêvão II, Ban da Bósnia, destacam a importância medieval da região.
Em 1463, o Império Otomano conquistou Ključ, marcando a queda do Estado medieval da Bósnia. Durante o domínio otomano, fortificações como o Castelo de Ostrožac, que remonta ao século XIII, foram ampliadas para fortalecer o domínio do império sobre a região.
Após o período otomano, a área passou a fazer parte do Império Austro-Húngaro e, mais tarde, do Reino da Iugoslávia, do Estado Independente da Croácia e, finalmente, da República Socialista Federativa da Iugoslávia.
Durante a Guerra da Bósnia (1992–1995), a região passou por conflitos significativos, incluindo o Cerco de Bihać e a fundação de um protoestado da Província Autônoma da Bósnia Ocidental, que levou à Guerra Intra-Muçulmana da Bósnia (1993–1995).
O cantão foi oficialmente criado em 12 de junho de 1996, após o Acordo de Washington.

## Geografia
Os rios Una e Sana são fundamentais para a geografia do cantão. O rio Una corre ao longo da fronteira ocidental, enquanto o rio Sana corre ao longo da parte oriental. Com uma área de 4.201 quilômetros quadrados, o cantão de Una-Sana representa cerca de 8,1% do território total da Bósnia e Herzegovina. O clima da região é classificado como Cfb, caracterizado por invernos moderadamente frios e verões quentes.

## Governo
Tal como todos os cantões da Federação da Bósnia-Herzegovina, o chefe do Cantão de Una-Sana é denominado Primeiro-Ministro. O atual Primeiro-Ministro é Nijaz Hušić, em funções desde 5 de dezembro de 2023. O órgão legislativo do Cantão é a Assembleia do Cantão de Una-Sana, que tem 30 membros.

## Infraestrutura
Devido à proximidade com a Croácia e ao seu contorno estreito a norte, várias linhas de tráfego importantes entre Zagreb e o Adriático atravessam o cantão de Una-Sana, como a linha ferroviária Novi Grad-Bihać-Knin. O aeroporto de Željava está localizado perto de Bihać, entre a fronteira da Bósnia e da Croácia.

## Economia
Desde a década de 1990, a economia da região sofreu mudanças devido à guerra, à migração e à reconstrução. Embora seja um dos cantões menos industrializados da Federação, possui um forte potencial em energias renováveis, turismo e comércio fronteiriço com a Croácia. A agricultura continua a ser fundamental nas zonas rurais como Cazin, Bosanska Krupa e Sanski Most, enquanto a silvicultura e as exportações de madeira também são significativas. A indústria está concentrada em Bihać, Velika Kladuša e Cazin. O turismo está crescendo, liderado pelo Parque Nacional Una.
A migração laboral é elevada, com mais de 10 000 pessoas a sair anualmente para trabalhar na UE, tornando esta região uma das mais propensas à migração na Bósnia e Herzegovina.